# Kleinstruppen

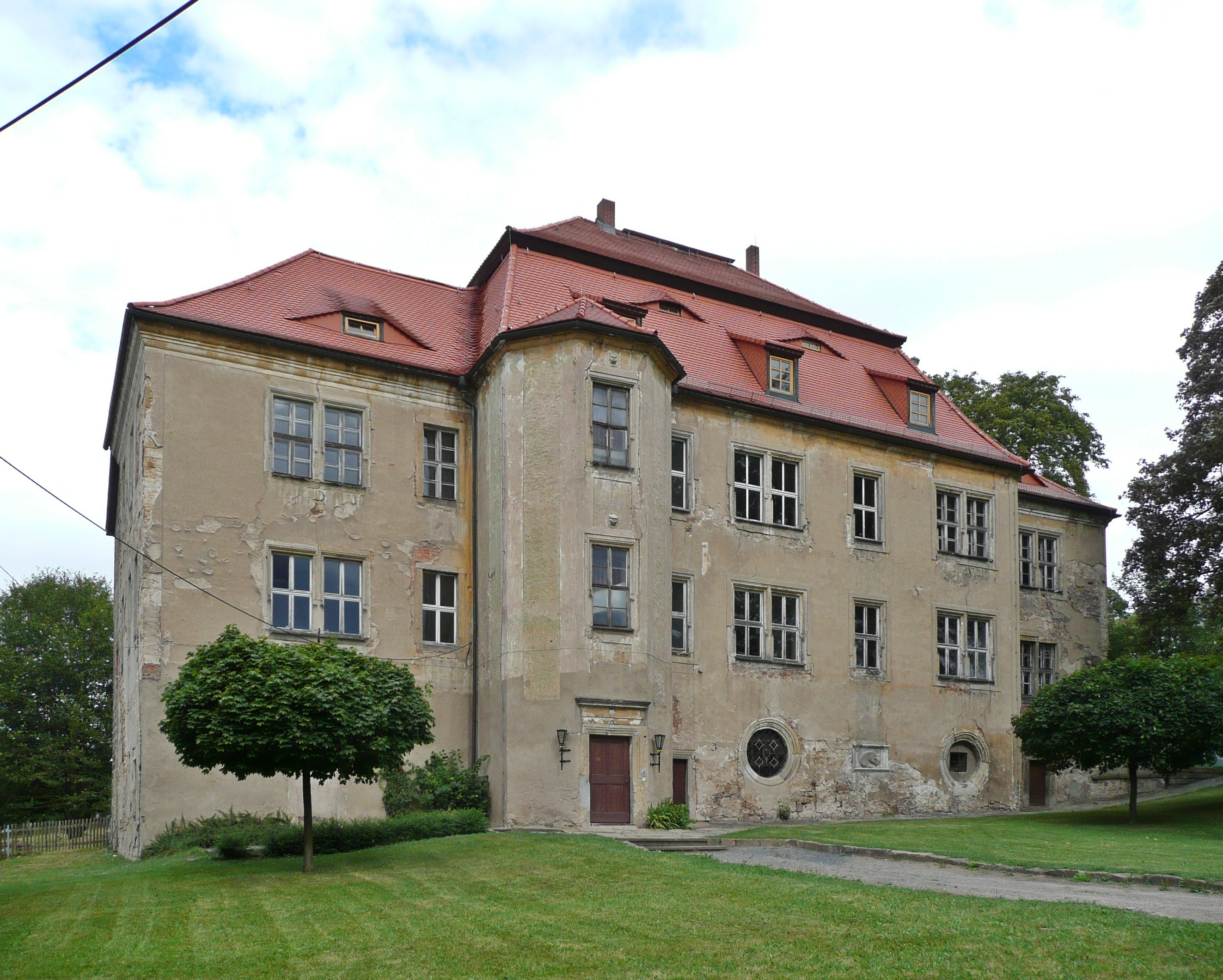
Schloss Kleinstruppen

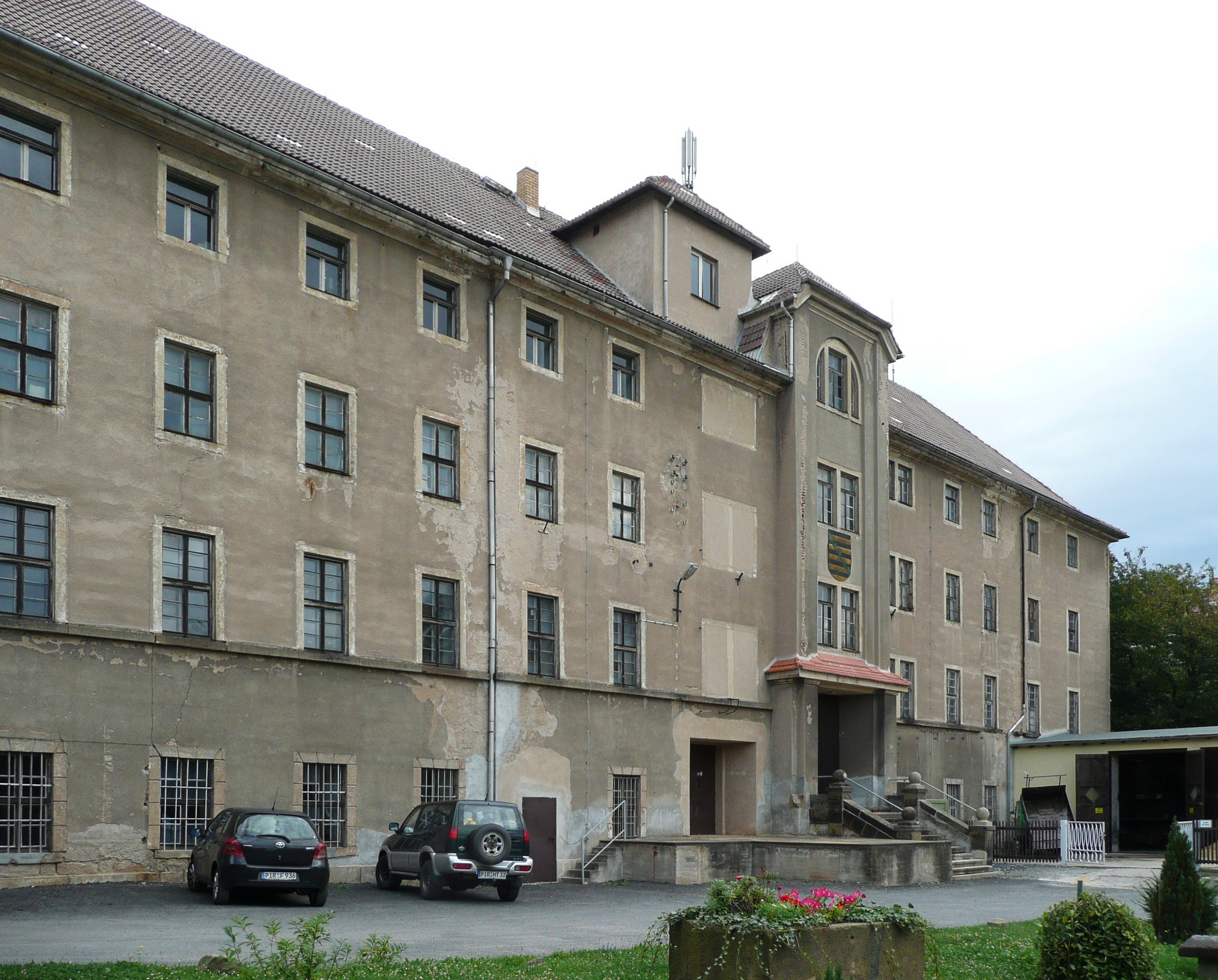
Unterkunftshaus der Kgl. Sächs. Soldatenknaben-Erziehungsanstalt Kleinstruppen

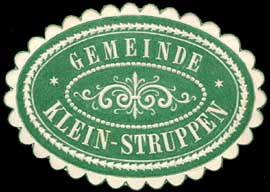
Siegelmarke der Gemeinde Klein-Struppen

Kleinstruppen ist ein Ortsteil von Struppen im Landkreis Sächsische Schweiz-Osterzgebirge in Sachsen.

## Geographie
Kleinstruppen liegt südöstlich der sächsischen Landeshauptstadt Dresden in der Sächsischen Schweiz. Es befindet sich auf der Struppener bzw. Pirnaer Ebenheit zwischen dem Tal der Elbe im Norden und der Senke des Struppenbachs im Süden. Die Fluren um Kleinstruppen, das in der Gemarkung Struppen liegt, werden größtenteils landwirtschaftlich genutzt. Nächste Orte sind Struppen unmittelbar südlich und westlich, dessen Ortsteile Thürmsdorf im Osten und Naundorf im Nordosten sowie der östlichste Pirnaer Stadtteil Obervogelgesang im Norden, unterhalb der Geländestufe am Elbtalrand. Der größte Teil Kleinstruppens wird über die Straße Kirchberg erschlossen, die von Struppen nach Naundorf führt. Ortsbildprägend sind das auch als Altes Schloss Struppen bezeichnete Schloss Kleinstruppen sowie die Gebäude der einstigen Soldatenknaben-Erziehungsanstalt. Zudem befindet sich in Kleinstruppen die Struppener Grundschule.

## Geschichte

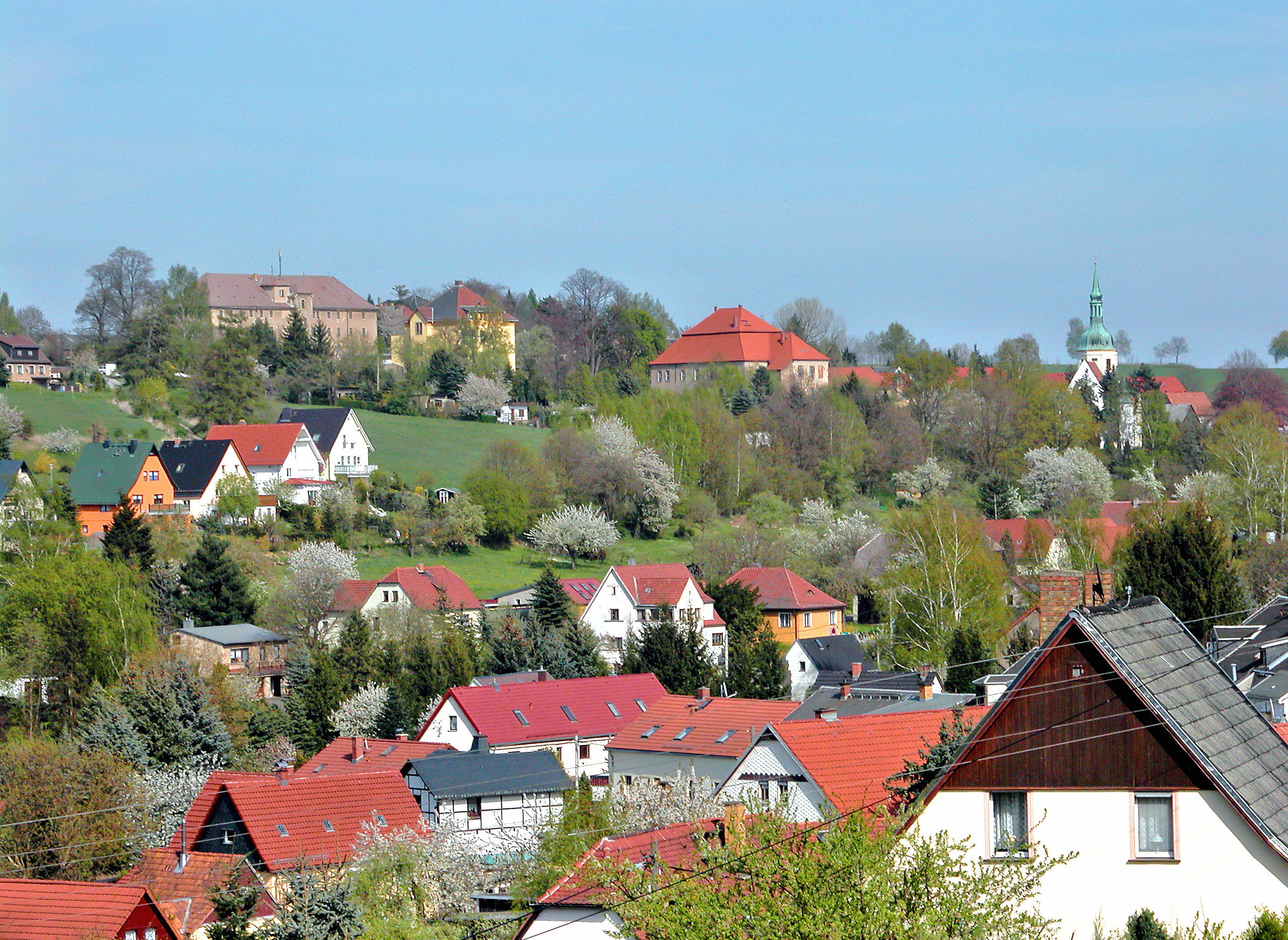
Sicht nach Kleinstruppen mit Soldatenknaben-Erziehungsanstalt, Schule, Schloss und Kirche

Erstmals erwähnt wurde der Ort 1412, als ein „Nigkel von Goͤrwicz zcuͤ Struͤppen geseßen“ urkundlich genannt wird. Daraus lässt sich schließen, dass es in Struppen damals einen Adelssitz gab, der mit hoher Wahrscheinlichkeit am Ort des Schlosses Kleinstruppen lag. Im Jahr 1536 werden „zwey forwergk in dem dorffe zcu Stroppaw“ genannt. Der Ortsname Kleinstruppen selbst wird u. a. 1696 erwähnt, der Zusatz „Klein-“ dient dabei zur Unterscheidung vom deutlich mehr Einwohner zählenden damaligen Amtsdorf Struppen, das grundherrschaftlich dem Amt Pirna unterstand. Beide waren jedoch Teil der Struppener Kirchgemeinde.
Das Vorwerk wandelte sich zum Rittergut, wo ein ansässiger Adliger die Grundherrschaft ausübte. Durch Ansiedlung einiger Häusler um dieses Gut herum entwickelte sich ein kleines Dorf. Von der 690 Hektar großen Waldhufenflur Struppens gehörten 304 Hektar zu Kleinstruppen. Im Laufe der Jahrhunderte hatte das Rittergut zahlreiche Besitzer. Ab dem frühen 16. Jahrhundert gehörte es dem aus dem osterzgebirgischen Bärenstein stammenden Adelsgeschlechts Bernstein. Wahrscheinlich erfolgte in dieser Zeit der Bau des Schlosses. Im Jahr 1541 wurde Walter von Bernstein belehnt, nach dem Tod von Hans Gottlob von Bernstein 1633 gehörte das Rittergut u. a. den Familien von Carlowitz und von Buchner. Von 1737 bis 1822 zählte das Rittergut zum Besitz der Familie von Rayski; der bedeutende Grafiker und Porträtmaler Ferdinand von Rayski weilte damals bei seinen Verwandten in Kleinstruppen zu Besuch.
Im September und Oktober 1756 war das Gebiet um Struppen Schauplatz der Belagerung bei Pirna, die den Beginn des Siebenjährigen Krieges markierte. Die Preußische Armee hungerte die rund 20.000 Mann starke, zwischen Pirna und der Festung Königstein lagernde Sächsische Armee aus und gliederte sie nach deren Ausbruchsversuch und anschließender Kapitulation in die eigenen Reihen ein. Während dieser Zeit befand sich das Hauptquartier der Sächsischen Armee im Rittergut Kleinstruppen; kurzzeitig hielt sich damals auch der preußische König Friedrich II. dort auf. Zum Rittergut gehörten damals die nahegelegenen Dörfer Obervogelgesang und Naundorf, nicht aber Struppen, das nach wie vor ein Amtsdorf war.
Im Jahr 1822 kaufte der sächsische Staat das Schloss. Er richtete darin eine Königlich-Sächsische Soldatenknaben-Erziehungsanstalt ein, die aus dem 1815 an Preußen gefallenen Annaburg hierher verlegt wurde. In Kleinstruppen erzogen ehemalige Soldaten im Verlauf eines knappen Jahrhunderts insgesamt mehr als 6000 Halbwaisen und Waisenkinder ab dem 12. Lebensjahr, unter ihnen der Politiker Heinrich Bunde und der Schriftsteller Otto Krille, und bildeten sie in Berufen des Wirtschafts- und Staatsdienstes aus. Vorsteher war ab 1831 Heinrich August Blochmann. Von 1828 bis 1832 entstand ein neues Unterkunftsgebäude, 1893 kamen eine Turnhalle und 1897 ein Schulhaus dazu. Die Einrichtung diente zunehmend der Ausbildung angehender Unteroffiziere, bis sie 1920 infolge des Versailler Vertrags aufgelöst wurde.
Auf Grundlage der Landgemeindeordnung von 1838 hatte Kleinstruppen seine Selbstständigkeit als Landgemeinde erlangt. Seit 1875 war der Ort Teil der Amtshauptmannschaft Pirna, die 1939 in Landkreis Pirna umbenannt wurde. Am 1. Februar 1918 wurde Kleinstruppen nach Struppen eingemeindet; seit ein Jahr später auch Neustruppen hinzukam, sind die zuvor jahrhundertelang getrennten Teile Struppens wieder vereint. Von 1952 bis 1994 gehörte Kleinstruppen als Teil Struppens dem Kreis Pirna an. Zum Rittergut Kleinstruppen zählte auch das nicht erhalten gebliebene Berggasthaus auf dem Kleinen Bärenstein.
In den Gebäuden der einstigen Soldatenknaben-Erziehungsanstalt war in den 1920er Jahren das Kindererholungsheim „Vogelsang“ untergebracht. Von 1933 bis 1945 dienten sie u. a. als SA-Führerschule, als Kaserne der 5. Ersatzkompanie des Pionier-Bataillons 13 sowie als Hilfslazarett. Außerdem wurde im Gebäude von der SA ab März 1933 ein frühes Konzentrationslager eingerichtet. Nach dem Zweiten Weltkrieg war das Schloss zunächst ein Umsiedlerquartier und dann Feierabendheim, Wohnhaus, Kindergarten und Möbellager. Das Rittergut war in der Zeit der DDR nach der Enteignung ein Volksgut, das die Fluren von der Königsnase, einem markanten Aussichtspunkt im spitzen Winkel zwischen Struppengrund und Elbtal, bis zur Straße nach Thürmsdorf bewirtschaftete. Seit der Wende 1989/90 stand das Schloss zunehmend leer. Um seine Sanierung und Nutzung bemüht sich der Schlossverein Struppen, Schule und Turnhalle wurden dagegen bereits modernisiert.

## Einwohnerentwicklung
| Jahr | Einwohner                    |
| ---- | ---------------------------- |
| 1554 | 4 besessene Mann, 3 Inwohner |
| 1764 | 3 Gärtner, 3 Häusler         |
| 1834 | 244                          |
| 1871 | 372                          |
| 1890 | 282                          |
| 1910 | 364                          |